# 田阪登纪夫
田阪登纪夫（日语：／ Tasaka Tokio，1947年9月4日—），京都府京都市出身，日本男子乒乓球运动员，曾就读于早稻田大学社会科学部。他曾获得2枚亚洲乒乓球锦标赛金牌。